# Anhydride naphtalique
L'anhydride naphtalique est l'anhydride de l'acide naphtalène-1,8-dicarboxylique. 
C'est un phytoprotecteur utilisé en combinaison avec les herbicides EPTC, butylate ou vernolate pour le traitement de graines de maïs.